# بروس هود
بروس ماكفارلين هود هو عالم نفس تجريبي كندي من أصل بريطاني، وفيلسوف متخصص في علم الأعصاب الإدراكي التطوري. يعمل حاليًا في جامعة بريستل وتشمل اهتماماته البحثية الرئيسية العمليات المعرفية وراء التفكير السحري للبالغين.

## سيرة حياته
كان والد هود صحفيًا ومن أصل اسكتلندي وكانت والدته أسترالية. انتقل إلى دندي في اسكتلندا، في سن الثامنة، وعاش في أستراليا ونيوزيلندا وكندا خلال طفولته. أكمل دراساته الجامعية في علم النفس، ثم نال درجة الماجستير في الآداب والماجستير في الفلسفة من جامعة دندي. حصل على درجة الدكتوراه من جامعة كامبريدج عام 1991، حيث درس التطور البصري للرضع. بعد انتقاله إلى الولايات المتحدة، شغل مركز أستاذ زائر في معهد ماساتشوستس للتكنولوجيا وأستاذ جامعي في جامعة هارفارد. يعمل حاليًا أستاذًا في جامعة بريستل، حيث يجري أبحاثًا في كلية علم النفس التجريبي ويدّرس نماذج علم النفس التطوري. 

## عمله

### التطور المعرفي في مرحلة الطفولة
يبحث هود في بحثه في جوانب مختلفة من التطور المعرفي لدى الأطفال. يشتهر بالبحث في أصول المعتقدات الخرافية لدى الأطفال. أظهر بحثه أن الأطفال يفضلون بطبيعتهم الأشياء الفردية «الخاصة بهم» على الأشياء المكررة، ويستمر هذا السلوك حتى مرحلة البلوغ.
بالإضافة إلى ذلك، يبحث في كيفية استخدام الأطفال التحديق للاستدلال على الحالات العقلية للأشخاص الذين يتفاعلون معهم. يدرس هود أيضًا كيفية تكوين الأطفال للنظريات، مثل النظريات المتعلقة بالجاذبية والتمثيلات المكانية. 

### المشاركة العامة
شارك هود منذ بداية حياته المهنية في التواصل العلمي. وفي عام 2006، ظهر في برنامج «العالم المادي» على راديو بي بي سي 4 وقدم أبحاثه في مهرجان العلوم التابع للجمعية البريطانية لتقدم العلوم لاحقًا في نفس العام. يزعم هود أن البشر تطوروا «لاكتشاف الأنماط في العالم» وعرّف الحس الفائق بأنه «الميل إلى الاستدلال على وجود قوى خفية تخلق الأنماط التي نعتقد أننا نكتشفها».
ظهر مرة أخرى في نفس الحدث بعد ثلاث سنوات في عام 2009 ونشر كتابه العلمي الشهير الحس الخارق: لماذا نؤمن بما لا يصدق في نفس العام. يتناول الكتاب كيفية خلق الدماغ البشري المعتقدات الخرافية.
في عام 2011، ظهر هود في برنامج «قفص القرد اللامنتهي» على راديو بي بي سي 4 للحديث عن علم الخرافات وشارك أيضًا في العرض الحي قرود غير محجوزة في بريستل. وقدم في وقت لاحق من العام نفسه، محاضرات المعهد الملكي لعيد الميلاد المرموقة بعنوان «قابل دماغك». التي نُظمت في ثلاثة أجزاء، استكشاف بنية الدماغ، وكيفية تحكم الدماغ في السلوكيات والأفكار وكيفية السماح العقول للبشر بالعمل في سياق اجتماعي.
في عام 2012، نشر هود كتابه العلمي الثاني الوهم الذاتي: لماذا لا يوجد «أنت» داخل رأسك (نُشر تحت العنوان البديل الوهم الذاتي: كيف يخلق العقل الاجتماعي الهوية في أمريكا). زعم هود في هذا الكتاب أن الإحساس البشري بالذات هو بناءٌ من الدماغ يسهل تجربة العالم والتفاعل معه. يكتب هود: «من نحن؛ هي قصة عن ذواتنا؛ قصة مركبة يخلقها دماغنا». يستخدم بروس التمييز الذي اعتمده ويليام جيمس للتعبير عن الذات كـ «أنا» و«نفسي». إذ يعبر عن وعينا بالذات في الحاضر بـ«أنا» في معظم الأوقات، ندرك هذا بالشعور بأننا أفراد متكاملون متماسكون؛ مثل الشخصية في القصة نوعًا ما. بينما تعتبر الذات التي نخبر الآخرين عنها، هي سيرة ذاتية أو نعبر عنها بـ«نفسي»، وتعد أيضًا وصفًا متماسكًا لنفسنا التي نعتقد أنها مبنية على التجارب السابقة والأحداث الجارية والتطلعات المستقبلية».

## وصلات خارجية
- بروس هود على موقع IMDb (الإنجليزية)